# مذكرات عديدة في كتاب واحد (رواية)
مذكرات عديدة في كتاب واحد (بالإنجليزية: Memoirs of Many in One)‏ هي رواية للكاتب الأسترالي الحائز على جائزة نوبل باتريك وايت، نشرت عام 1986، لأول مرة عن دار نشر جوناثان كيب.